# Comusia malayana
Comusia malayana är en skalbaggsart som beskrevs av Hayashi 1977. Comusia malayana ingår i släktet Comusia och familjen långhorningar. Inga underarter finns listade i Catalogue of Life.